# Mariano Díaz Mejía
Pour les articles homonymes, voir Mariano Díaz et Díaz.
Díaz  Mejía est un nom espagnol. Le premier nom de famille, en général paternel, est Díaz ; le second, en général maternel, souvent omis, est Mejía.
Mariano Díaz Mejía, plus communément appelé Mariano, né le 1er août 1993 à Premià de Mar (Espagne), est un footballeur international dominicain qui évolue au poste d'avant-centre au Deportivo Alavés.
Mariano Díaz est formé en Espagne, notamment au RCD Espanyol jusqu'en 2006. Il intègre trois ans plus tard le CF Badalona avec qui il débute en troisième division. Il est alors repéré par le Real Madrid qu'il rejoint début 2012. D'abord membre de l'équipe C puis de la Castilla où il enchaîne les buts, le joueur est appelé en équipe première par Zinédine Zidane en 2016-2017. Pour l'exercice suivant, l'attaquant décide de rejoindre l'Olympique lyonnais. Au terme d'une saison réussie, le Real Madrid décide d'activer sa priorité d'achat pour le faire revenir.
En équipe nationale, Mariano Díaz joue une rencontre avec la sélection dominicaine en 2013. Il est de nouveau sélectionné le 11 mars 2025, 12 ans après sa dernière convocation.

## Biographie

### Enfance et formation
Né le 1er août 1993 à Premià de Mar en Catalogne en Espagne, de l'union d'un père espagnol et d'une mère dominicaine, Mariano Díaz joue dès sa plus jeune enfance, dans des clubs de la région catalane. À l'âge de neuf ans, en 2002, il signe sa première licence au RCD Espanyol. Le joueur y reste quatre ans, avant de partir au Premià de Mar. En 2008, il signe à Sánchez Llibre. De 2009 à 2011, il évolue avec les équipes junior du CF Badalona, puis participe ensuite à ses trois premières rencontres professionnelles en troisième division.

### Débuts au Real Madrid (2012-2017)
Sa précocité lui vaut d'être recruté par le Real Madrid fin 2011, à 18 ans. Mariano Díaz passe près de quatre années à jouer dans les catégories inférieures de la Maison Blanche, où il évolue avec l'équipe C. Il marque 15 buts en 26 matches de la saison 2013-2014 de Segunda B (troisième division).
Lors de la saison 2014-2015, le footballeur intègre la Castilla, l'équipe réserve.
En 2016-2017, le Catalan est appelé par l'entraîneur de l'équipe fanion Zinédine Zidane, pour disputer des bouts de matches avec les professionnels. Il marque 5 buts en 14 matchs.

### Révélation à l'Olympique lyonnais (2017-2018)

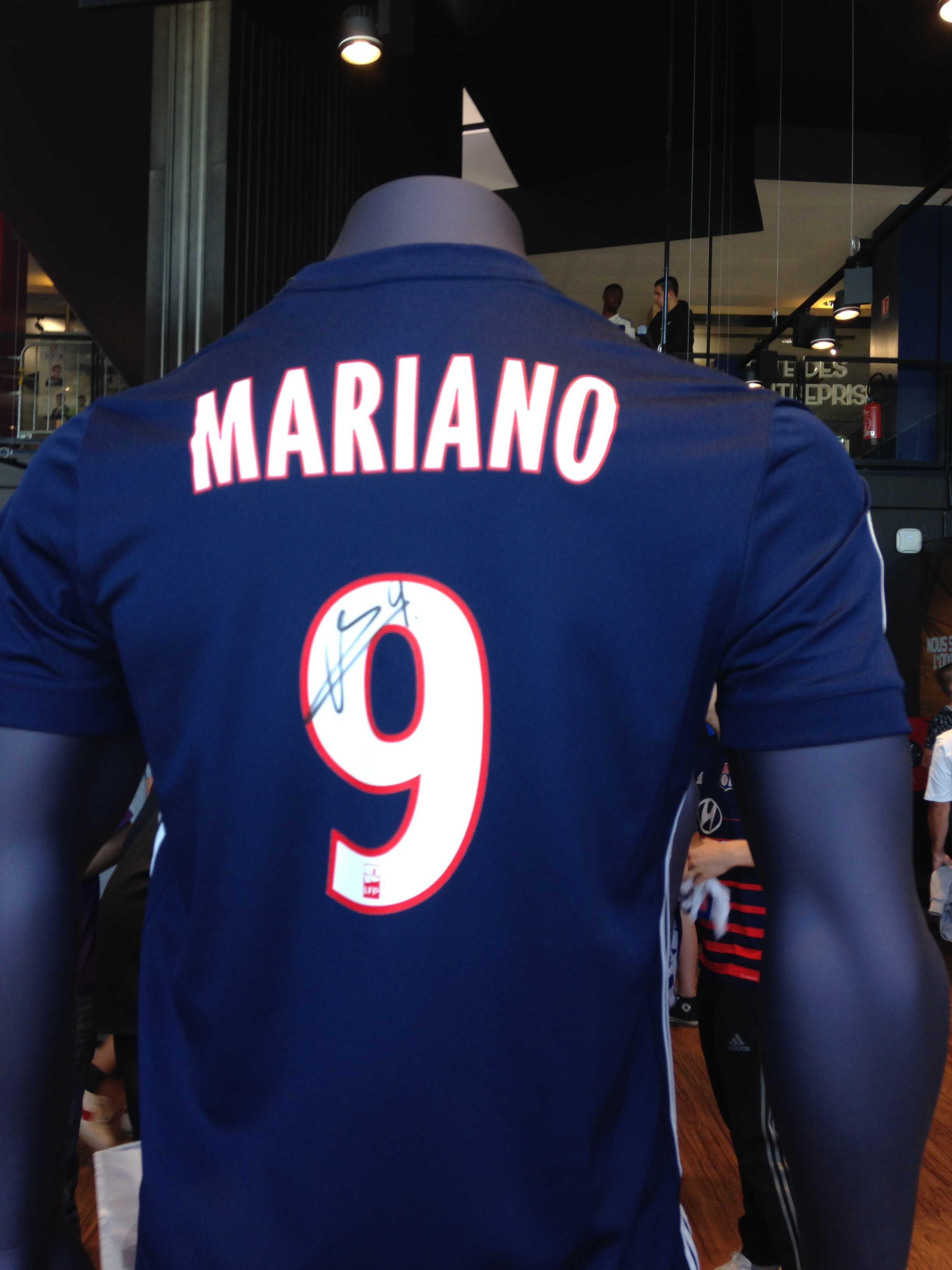
Un maillot signé de Mariano à la boutique de l'Olympique lyonnais.

Mariano Diaz s'engage pour cinq ans avec l'Olympique lyonnais pour un transfert évalué à huit millions d'euros. Il est la quatrième recrue du club lyonnais lors de la saison 2017-2018. Son transfert fait sensation, tant la succession d'Alexandre Lacazette, parti à Arsenal pour 53 millions d'euros plus sept millions de bonus paraît compliquée, surtout pour un joueur habitué à la troisième division espagnole. Pour son premier match officiel sous les couleurs lyonnaises, le 5 août 2017, Mariano Díaz inscrit un doublé contre le RC Strasbourg lors de la première journée de Ligue 1 (4-0). Une semaine plus tard, il récidive à Rennes, doublant la mise d'une tête claquée sur un centre de son capitaine Nabil Fekir (score final 1-2). Son début de saison canon se confirme, avec des réalisations face à l'En avant Guingamp (2-1), le Dijon FCO (3-3), l'Angers SCO (3-3) et l'AS Monaco, champion en titre. L'attaquant porte son total à sept buts lors de ses neufs premières apparitions en Ligue 1. Le 22 octobre 2017, il inscrit son huitième but en dix rencontres de Ligue 1, le quatrième en quatre rencontres consécutives, l'équipe de Lyon l'emportant sur le score de 5-0 face à celle de Troyes. Le 5 novembre 2017, lors du derby rhônalpin entre l'AS Saint-Étienne et Lyon, le joueur inscrit son neuvième but et réalise sa seconde passe décisive en douze rencontres de Ligue 1. L'OL l'emporte sur le score historique de 5-0 au stade Geoffroy-Guichard. Au terme de sa première saison avec l'Olympique lyonnais, Mariano Díaz marque 18 buts et délivre quatre passes décisives en championnat, plus deux buts en Ligue Europa 2017-2018 et un but en coupe de France.
L'athlète n'est cependant pas appelé au sein de la sélection espagnole pour disputer la Coupe du monde 2018.

### Retour au Real Madrid (2018-2023)
Le 29 août 2018, le Real Madrid active sa priorité d'achat pour Mariano Díaz. L'attaquant fait son retour à Madrid un an seulement après son transfert à l'Olympique lyonnais. Il récupère le numéro 7, laissé libre après le départ de Cristiano Ronaldo à la Juventus. Le transfert est évalué à 25 millions d'euros. Pour son premier match depuis son retour à Madrid, le 19 septembre 2018 en Ligue des champions de l'UEFA contre l'AS Rome, il inscrit son premier but. Le Real Madrid s'impose 3-0.
Le 1er mars 2020, lors du Clásico, le footballeur rentre en jeu contre le FC Barcelone et marque le deuxième but de son équipe dans le temps additionnel.
Le 3 juin 2023, le Real Madrid annonce le départ de Mariano Díaz à l'issue de la saison,,.

### Départ au Séville FC (2023-2024)
Début septembre 2023, alors qu'il est libre de tout contrat, Mariano Díaz s'engage pour un an, plus un autre en option avec le Séville FC.
Après seulement 13 matchs, 319 minutes de jeu et aucun but, il quitte libre le club, poursuivi par de nouveaux pépins physiques.

### Carrière internationale
Possédant la double nationalité hispano-dominicaine, Mariano Díaz joue un match international pour la République dominicaine. Il fait ses débuts le 24 mars 2013 durant un match amical contre Haïti. L'attaquant inscrit le troisième but dominicain de la partie, un coup franc direct. L'équipe de Mariano Díaz s'imposera finalement 3-1. Néanmoins l'athlète reste sélectionnable avec l'équipe nationale d'Espagne, le match étant amical.
Ses performances avec l'Olympique lyonnais lors de la saison 2017-2018 font dire au sélectionneur de l'Espagne Julen Lopetegui : « Mariano est Espagnol et sélectionnable. Nous sommes allés le voir et nous suivons son évolution ». Pour autant, il n'est pas appelé au sein de la sélection espagnole pour disputer la Coupe du monde 2018.

## Style de jeu
Mariano Díaz confirme toujours sa réputation d'« attaquant à l'ancienne », en véritable prédateur de but. Par son pressing intense et incessant, il démontre une motivation bien au-dessus de la moyenne. Attiré par le but, le joueur n'hésite pas à tenter sa chance dans beaucoup de positions et cadre davantage de frappes que l'attaquant moyen. Ses choix sont parfois égoïstes sur le terrain. Son style de jeu, qui repose essentiellement sur la finition des actions, laisse croire à certains qu'il ne pense pas assez au collectif et trop à l'individuel. Mais l'attaquant est un vrai « renard des surfaces ».
Selon son club madrilène, c'est un « bon attaquant qui va toujours au rebond ». Díaz est également connu pour sa puissance de frappe, son sens du but et sa qualité dans le jeu aérien.

## Statistiques
| Saison                | Club                  | Championnat           | Championnat | Championnat | Championnat | Coupe(s) nationale(s) | Coupe(s) nationale(s) | Coupe(s) nationale(s) | Supercoupe | Supercoupe | Supercoupe | Compétition(s) continentale(s) | Compétition(s) continentale(s) | Compétition(s) continentale(s) | Compétition(s) continentale(s) | Supercoupe UEFA | Supercoupe UEFA | Supercoupe UEFA | Coupe du monde des clubs | Coupe du monde des clubs | Coupe du monde des clubs | Total | Total | Total |
| Saison                | Club                  | Division              | M.          | B.          | P.d.        | M.                    | B.                    | P.d.                  | M.         | B.         | P.d.       | Comp.                          | M.                             | B.                             | P.d.                           | M.              | B.              | P.d.            | M.                       | B.                       | P.d.                     | M.    | B.    | P.d.  |
| 2011-2012             | Badalona              | Segunda B             | 3           | 0           | -           | 1                     | 1                     | -                     | -          | -          | -          | -                              | -                              | -                              | -                              | -               | -               | -               | -                        | -                        | -                        | 4     | 1     | 0     |
| 2012-2013             | Real Madrid C         | Segunda B             | 20          | 3           | -           | -                     | -                     | -                     | -          | -          | -          | -                              | -                              | -                              | -                              | -               | -               | -               | -                        | -                        | -                        | 20    | 3     | 0     |
| 2013-2014             | Real Madrid C         | Segunda B             | 26          | 15          | -           | -                     | -                     | -                     | -          | -          | -          | -                              | -                              | -                              | -                              | -               | -               | -               | -                        | -                        | -                        | 26    | 15    | 0     |
| Sous-total            | Sous-total            | Sous-total            | 46          | 18          | -           | -                     | -                     | -                     | -          | -          | -          | -                              | -                              | -                              | -                              | -               | -               | -               | -                        | -                        | -                        | 46    | 18    | 0     |
| 2013-2014             | Real Madrid Castilla  | Liga Adelante         | 1           | 0           | -           | -                     | -                     | -                     | -          | -          | -          | -                              | -                              | -                              | -                              | -               | -               | -               | -                        | -                        | -                        | 1     | 0     | 0     |
| 2014-2015             | Real Madrid Castilla  | Segunda B             | 10          | 5           | -           | -                     | -                     | -                     | -          | -          | -          | -                              | -                              | -                              | -                              | -               | -               | -               | -                        | -                        | -                        | 10    | 5     | 0     |
| 2015-2016             | Real Madrid Castilla  | Segunda B             | 33          | 27          | -           | -                     | -                     | -                     | -          | -          | -          | -                              | -                              | -                              | -                              | -               | -               | -               | -                        | -                        | -                        | 33    | 27    | 0     |
| Sous-total            | Sous-total            | Sous-total            | 44          | 32          | -           | -                     | -                     | -                     | -          | -          | -          | -                              | -                              | -                              | -                              | -               | -               | -               | -                        | -                        | -                        | 44    | 32    | 0     |
| 2016-2017             | Real Madrid           | Liga                  | 8           | 1           | 1           | 5                     | 4                     | 1                     | -          | -          | -          | C1                             | 1                              | 0                              | 0                              | -               | -               | -               | 0                        | 0                        | 0                        | 14    | 5     | 2     |
| Sous-total            | Sous-total            | Sous-total            | 8           | 1           | 1           | 5                     | 4                     | 1                     | 0          | 0          | 0          | -                              | 1                              | 0                              | 0                              | 0               | 0               | 0               | 0                        | 0                        | 0                        | 14    | 5     | 2     |
| 2017-2018             | Olympique lyonnais    | Ligue 1               | 34          | 18          | 4           | 2                     | 1                     | 0                     | -          | -          | -          | C3                             | 9                              | 2                              | 1                              | -               | -               | -               | -                        | -                        | -                        | 45    | 21    | 5     |
| 2018-2019             | Olympique lyonnais    | Ligue 1               | 3           | 0           | 0           | -                     | -                     | -                     | -          | -          | -          | C1                             | -                              | -                              | -                              | -               | -               | -               | -                        | -                        | -                        | 3     | 0     | 0     |
| Sous-total            | Sous-total            | Sous-total            | 37          | 18          | 4           | 2                     | 1                     | 0                     | -          | -          | -          | -                              | 9                              | 2                              | 1                              | -               | -               | -               | -                        | -                        | -                        | 48    | 21    | 5     |
| 2018-2019             | Real Madrid           | Liga                  | 13          | 3           | 0           | 1                     | 0                     | 0                     | -          | -          | -          | C1                             | 5                              | 1                              | 0                              | -               | -               | -               | -                        | -                        | -                        | 19    | 4     | 0     |
| 2019-2020             | Real Madrid           | Liga                  | 5           | 1           | 0           | 0                     | 0                     | 0                     | 2          | 0          | 0          | C1                             | -                              | -                              | -                              | -               | -               | -               | -                        | -                        | -                        | 7     | 1     | 0     |
| 2020-2021             | Real Madrid           | Liga                  | 16          | 1           | 0           | 1                     | 0                     | 0                     | 1          | 0          | 0          | C1                             | 4                              | 0                              | 0                              | -               | -               | -               | -                        | -                        | -                        | 22    | 1     | 0     |
| 2021-2022             | Real Madrid           | Liga                  | 9           | 1           | 1           | 1                     | 0                     | 0                     | 0          | 0          | 0          | C1                             | 1                              | 0                              | 0                              | -               | -               | -               | -                        | -                        | -                        | 11    | 1     | 1     |
| 2022-2023             | Real Madrid           | Liga                  | 9           | 0           | 0           | -                     | -                     | -                     | -          | -          | -          | C1                             | 1                              | 0                              | 0                              | 0               | 0               | 0               | 1                        | 0                        | 0                        | 11    | 0     | 0     |
| Sous-total            | Sous-total            | Sous-total            | 52          | 6           | 1           | 3                     | 0                     | 0                     | 3          | 0          | 0          | -                              | 11                             | 1                              | 0                              | 0               | 0               | 0               | 1                        | 0                        | 0                        | 70    | 7     | 1     |
| 2023-2024             | Séville FC            | Liga                  | 9           | 0           | 0           | 1                     | 0                     | 0                     | -          | -          | -          | C1                             | 3                              | 0                              | 0                              | -               | -               | -               | -                        | -                        | -                        | 13    | 0     | 0     |
| Sous-total            | Sous-total            | Sous-total            | 9           | 0           | 0           | 1                     | 0                     | 0                     | 0          | 0          | 0          | -                              | 3                              | 0                              | 0                              | 0               | 0               | 0               | 0                        | 0                        | 0                        | 13    | 0     | 0     |
| Total sur la carrière | Total sur la carrière | Total sur la carrière | 191         | 75          | 6           | 12                    | 6                     | 1                     | 3          | 0          | 0          | -                              | 23                             | 3                              | 1                              | 0               | 0               | 0               | 1                        | 0                        | 0                        | 230   | 84    | 8     |

### En sélection nationale
| Saison                | Sélection              | Phases finales        | Phases finales | Phases finales | Phases finales | Éliminatoires CDM | Éliminatoires CDM | Éliminatoires CDM | Matchs amicaux | Matchs amicaux | Matchs amicaux | Total | Total | Total |
| Saison                | Sélection              | Compétition           | M              | B              | Pd             | M                 | B                 | Pd                | M              | B              | Pd             | M     | B     | Pd    |
| --------------------- | ---------------------- | --------------------- | -------------- | -------------- | -------------- | ----------------- | ----------------- | ----------------- | -------------- | -------------- | -------------- | ----- | ----- | ----- |
| 2012-2013             | République dominicaine | -                     | -              | -              | -              | -                 | -                 | -                 | 1              | 1              | 1              | 1     | 1     | 1     |
| Total sur la carrière | Total sur la carrière  | Total sur la carrière | -              | -              | -              | -                 | -                 | -                 | 1              | 1              | 1              | 1     | 1     | 1     |

## Palmarès
Real Madrid
- Championnat d'Espagne
  - Champion : 2017, 2020 et 2022.
- Ligue des champions
  - Vainqueur : 2017 et 2022.
- Coupe d'Espagne
  - Vainqueur : 2023.
- Supercoupe d'Espagne
  - Vainqueur : 2020.
- Supercoupe de l'UEFA
  - Vainqueur : 2022.
- Coupe du monde des clubs de la FIFA
  - Vainqueur : 2016 et 2022.